# Sejřek
Sejřek település Csehországban, a Žďár nad Sázavou-i járásban. Sejřek Nedvědice, Olší, Černvír, Drahonín, Doubravník, Věžná és Střítež településekkel határos. Lakosainak száma 174 fő (2024. január 1.).

## Népesség
A település lakosságának változását az alábbi diagram mutatja:
| Lakosok száma | 374  | 464  | 401  | 292  | 199  | 159  | 165  | 169  | 176  | 174  |
|               | 1869 | 1890 | 1921 | 1950 | 1980 | 2001 | 2017 | 2019 | 2022 | 2024 |